# Přeslička poříční
Přeslička poříční neboli přeslička říční (Equisetum fluviatile) je rostlina z oddělení přesličky, jehož jediným recentním rodem je rod přeslička v širším pojetí (Equisetum s.l.).

## Popis
Přeslička poříční je vytrvalá, výtrusná bylina vysoká nejčastěji 30-150 cm, vyrůstající z článkovitého oddenku. Na rozdíl od přesličky rolní nemá přeslička poříční sezónní dimorfismus, fertilní lodyha s výtrusnicovým klasem se nijak výrazně neliší od lodyh sterilních. Lodyhy se zpravidla ve střední a dolní části přeslenitě větví, ale někdy se nevětví vůbec. Střední dutina zabírá 3/4-9/10 průměru stonku, což je mnohem více než u většiny jiných přesliček. Jako u ostatních přesliček se v každém uzlině nachází pochva, což jsou vlastně bočně srostlé přeslenitě uspořádané listy, nahoře mají listy volné konce a tvoří zuby pochvy. Výtrusnicový klas je solitérní, vrcholový, s tupou špičkou. O životním cyklu přesliček viz přeslička.

## Stanoviště
Jedná se o mokřadní rostlinu, rostoucí přímo z vody nebo ve velmi vlhkém prostředí, dlouhodobé vyschnutí snáší špatně. Na okrajích některých tůní a rybníků tvoří monocenózy, které mají charakter rákosin (sv. Phragmition communis, as. Equisetetum fluviatilis).

## Areál rozšíření
Roste v Evropě, Asii a v Severní Americe.

## Výskyt v Česku
Dosti běžný druh, častější je spíše v nižších a středních polohách, nad 1000 m n. m. většinou už chybí.